# 張淑真
張淑真，中華民國（台灣）政治人物，曾代表中國青年黨在台灣省第一選區（北基宜）當選為第一屆第一、二次增額立法委員。